# LO Гидры
LO Гидры (лат. LO Hydrae), HD 71663 — кратная звезда в созвездии Гидры на расстоянии (вычисленном из значения параллакса) приблизительно 243 световых лет (около 74,6 парсек) от Солнца.
Пара третьего и четвёртого компонентов — двойная затменная переменная звезда типа Алголя (EA). Видимая звёздная величина звезды — от +6,61m до +6,37m. Орбитальный период — около 6,0256 суток.
Открыта Робертом Грантом Эйткеном в 1903 году*.

## Характеристики
Первый компонент (WDS J08285-0231Aa) — жёлто-белая пульсирующая переменная звезда типа Дельты Щита спектрального класса A3mA5/7-A9, или A4-F0, или A5m, или F0V, или F0. Масса — около 1,6 солнечной, радиус — около 1,85 солнечного, светимость — около 11,405 солнечной. Эффективная температура — около 6394 K.
Второй компонент (WDS J08285-0231Ab) — жёлтый карлик спектрального класса G0V, или F7V. Масса — около 1,1 солнечной, радиус — около 1,19 солнечного, светимость — около 0,891 солнечной*. Эффективная температура — около 4942 K. Орбитальный период — около 2,4997 суток.
Третий компонент (WDS J08285-0231Ba) — белая звезда спектрального класса A5m, или A5V, или F0V, или F1V. Видимая звёздная величина звезды — +7,1m. Масса — около 1,5 солнечной. Орбитальный период — около 54,7 года. Удалён на 0,4 угловой секунды (26 а.е.).
Четвёртый компонент (WDS J08285-0231Bb) — жёлто-белая звезда спектрального класса F1V, или F5V. Масса — около 1,5 солнечной.
Пятый компонент (UCAC4 438-047129) — жёлтый карлик спектрального класса G. Видимая звёздная величина звезды — +10,49m. Радиус — около 0,86 солнечного, светимость — около 0,461 солнечной. Эффективная температура — около 5297 K. Орбитальный период — около 7079458 суток (19382 года). Удалён на 18,3 угловой секунды, не менее 1440 а.е..